# Bernardo Salviati
Bernardo Salviati (Florence, 1508 - Rome, 6 mei 1568) was een Italiaans kardinaal en condottieri.

## Biografie
Bernardo Salviati werd geboren als jongste zoon van de Florentijnse bankier Jacopo Salviati en diens vrouw Lucrezia de' Medici. Hij was een jongere broer van Giovanni Salviati. Al op jonge leeftijd werd hij ridder bij de Orde van Sint-Johannes van Jeruzalem en Rhodos en vocht hij tegen de Ottomanen. Hij wist binnen de Orde de graad van admiraal te behalen en was tevens als ambassadeur van de Orde actief aan het hof van keizer Karel V. Tussen 1525 en 1563 was hij grootprior van Rome voor de Orde. Hij was ook actief in de Italiaanse oorlogen waar hij tegen de republiek Siena vocht.
Na zijn militaire carrière ging hij in Frankrijk wonen waar hij het Kasteel van Talcy liet herbouwen. In die tijd werd hij ook grootaalmoezenier van Catharina de' Medici, van wie hij familie was. In 1549 werd hij benoemd tot bisschop van Saint-Papoul. Twaalf jaar later werd hij door paus Pius IV benoemd tot kardinaal en werd hij ook bisschop van Clermont-Ferrand. Hij overleed in 1568 in zijn woning in Trastevere, Rome.
- Gemeinsame Normdatei: 132956446
- International Standard Name Identifier: 0000 0000 1914 6385
- Virtual International Authority File: 43013371
- WorldCat: E39PBJmTpD8VrDXqrDpdJ3gtKd